# Strom Olgy Havlové (Praha 8)
Strom Olgy Havlové v pražském parku Dlážděnka upomíná na první manželku československého a českého prezidenta Václava Havla Olgu, jež dbala na práva znevýhodněných občanů. Vysazení se uskutečnilo během slavnosti konané 9. dubna 2018 od 16 hodin, u příležitosti nedožitých 85. narozenin paní prezidentové. Za druh sázeného stromu byl zvolen jedinec dubu ceru (Quercus cerris) a to ocenila i Milena Černá, předsedkyně Výboru dobré vůle – Nadace Olgy Havlové, která konstatovala, že jak výběr stromu, tak zvolené místo pro jeho vysazení by schvalovala i samotná Olga Havlová. Vysazení stromu navíc zahájilo připravovanou obnovu a zvelebení tohoto parku.